# Светящиеся акулы
Светящиеся акулы (лат. Isistius) — род хрящевых рыб из семейства далатиевых отряда катранообразных. Известно 3 вида, принадлежащих к этому роду. Это небольшие акулы, максимальная зарегистрированная длина составляет 42 см. Они встречаются повсеместно в тропических водах от поверхности моря до глубины 6440 м. У них сигарообразное тело, короткое рыло, толстые губы, приспособленные к присасыванию. Верхние зубы меньше нижних и отличаются от них по форме. Шипы у основания спинных плавников отсутствуют. Окрас от серого до тёмно-коричневого цвета. Эти акулы размножаются яйцеживорождением. Большая и богатая жиром печень позволяет им поддерживать нейтральную плавучесть. Светящиеся акулы совершают суточные вертикальные миграции. Для них характерен уникальный способ охоты — они присасываются к телу жертвы, зачастую во много раз превосходящей их по размеру, и выкусывают куски плоти, оставляя характерные глубокие раны с круглыми краями.
Название рода происходит от слов др.-греч.  ίσος — «равный» и др.-греч.  ιστίο  — «плавать», «парус».

## Классификация
- Isistius brasiliensis  (Quoy & Gaimard, 1824) — Бразильская светящаяся акула
- Isistius labialis  Meng, Zhu & Li, 1985
- Isistius plutodus Garrick & Springer, 1964 — Большезубая светящаяся акула